# Área de Conservação da Paisagem de Vääna
A Área de Conservação da Paisagem de Vääna é uma reserva natural situada no Condado de Harju, na Estónia.
A sua área é de 408,8 hectares.
A área protegida foi designada em 1991 para proteger o Lago Tõlinõmme, o Pântano Tõlinõmme e os seus arredores. Em 2018, a área protegida foi reformulada para área de preservação paisagística.